# Оріхівська сільська рада (Лутугинський район)
Оріхівська сільська рада — колишній орган місцевого самоврядування в ліквідованому Лутугинському районі Луганської області. Адміністративний центр — село Оріхівка.

## Загальні відомості
Оріхівська сільська рада була утворена в 1921 році. Ліквідована у 2020 році. Територією ради протікають річки Луганчик, Суха.

## Населені пункти
Сільській раді підпорядковані населені пункти:
- с. Оріхівка
- с. Круглик
- с. Новобулахівка
- с. Шовкова Протока

## Склад ради
Рада складається з 20 депутатів та голови.

### Керівний склад ради
| ПІБ                         | Основні відомості                                                         | Дата обрання | Дата звільнення |
| --------------------------- | ------------------------------------------------------------------------- | ------------ | --------------- |
| Кобзін Сергій Олександрович | Сільський голова, 1960 року народження, член Партії регіонів              | 26.03.2006   | 15.05.2009      |
| Апанасов Олександр Іванович | Сільський голова, 1960 року народження, освіта вища, член Партії регіонів | 20.06.2010   | 31.10.2010      |
| Апанасов Олександр Іванович | Сільський голова, 1960 року народження, освіта вища, член Партії регіонів | 31.10.2010   |                 |

Примітка: таблиця складена за даними джерела